# Walkringen
Walkringen är en ort och kommun i distriktet Bern-Mittelland i kantonen Bern, Schweiz. Kommunen har 1 819 invånare (2023).